# Expansión (periódico)
Expansión es un diario económico español fundado el 27 de mayo de 1986. El diario es líder en España de la prensa económica con una tirada de 160 000 ejemplares a finales de 2008. Pertenece al grupo Unidad Editorial tras la adquisición en 2007 por parte de RCS MediaGroup (la editora de EL MUNDO) del Grupo Recoletos.
El diario cuenta con ediciones regionales en Cataluña, Andalucía, Galicia, Comunidad Valenciana y el País Vasco.y
Es conocido por el característico color «salmón» de su edición impresa.